# Łukasz Supergan
Łukasz Supergan (ur. 1981) – polski podróżnik, fotograf i autor książek. Organizator samotnych pieszych wypraw długodystansowych. W 2004 roku jako pierwszy człowiek samotnie przeszedł całość łańcucha Karpat.

## Życiorys

### Wykształcenie
Ukończył Międzywydziałowe Studia Ochrony Środowiska na Uniwersytecie Warszawskim.

### Wyprawy
Między czerwcem a wrześniem 2004 roku dokonał samotnego przejścia Łuku Karpat, idąc pieszo 2200 km w ciągu 93 dni. Przejście to powtórzył, również samotnie, zmodyfikowaną trasą, w 2013. W 2014 przeszedł samotnie łańcuch gór Zagros w zachodnim Iranie, co było pierwszym przejściem całości tych gór.
Dwukrotnie dokonał trawersu Islandii, przechodząc pieszo wyspę ze wschodu na zachód. Podczas pierwszej z wypraw, realizowanej latem 2016 roku, połączył skrajne przylądki Islandii: Gerpir na wschodzie i Bjargtangar na zachodzie, przechodząc trasę ponad 900 km. Zimą 2020 roku wrócił na Islandię, tym razem planując trawers wyspy w kierunku wschód-zachód zimą. Samotnie, przemieszczając się na nartach i ciągnąc bagaż na saniach, wyruszył 27 stycznia z Seyðisfjörður, by po 36 dniach i 800 km marszu dotrzeć do najdalszego punktu półwyspu Snæfellsnes. Było to pierwsze przejście Islandii wschód-zachód w czasie kalendarzowej zimy.
Podczas swoich wypraw przeszedł także łańcuch Alp, Pireneje, całość Izraela oraz szlak z Warszawy do Santiago de Compostela.
W 2021 opracował projekt przejścia polskich gór – Sudetów i Karpat – w okresie zimowym, łącząc po drodze kilka szlaków długodystansowych. Przejście zajęło prawie 49 dni, a pokonany dystans – 1098 km, co było pierwszym takim przejściem zimą.

## Publikacje książkowe
- „Pustka wielkich cisz”, Sorus, Poznań 2015.
- „Pieszo do irańskich nomadów”, MUZA SA, Warszawa 2016.[12]
- „Wielki Szlak Himalajski. Indie, Pakistan, Bhutan”, Bezdroża, Gliwice 2021[12]
- „Szlaki Polski. 30 najpiękniejszych tras długodystansowych”, Bezdroża, Gliwice 2021[12]